# Rhamphidium novoguineensis
Rhamphidium novoguineensis är en bladmossart som beskrevs av J.C. Norris och T. Koponen 1989. Rhamphidium novoguineensis ingår i släktet Rhamphidium och familjen Ditrichaceae. Inga underarter finns listade i Catalogue of Life.